# غوش إيمونيم
غوش إيمونيم هي حركة إسرائيلية، يهوديّة أرثدوكسيّة يمينيّة متطرّفة، ملتزمة بإنشاء مستوطنات يهودية في الضفة الغربية وقطاع غزة والجولان.
لم تعد حركة غوش إيمونيم موجودة رسميًا، إلا أن آثار نفوذها لا تزال موجودة في السياسة والمجتمع الإسرائيليين.

## غوش ايمونيم
تعني كلمة غوش إيمونيم (كتلة الإيمان)، تطلق على نفسها "حركة التجديد الصهيوني". تستمد تعاليمها من المفكر الصهيوني راف كوك، وهو رجل دين اشكنازي الأصل.
أسس حركة "مركا زهراف" عام 1924. اشتهر بمقولته: إن دعوة اليهودية إلى فلسطين الموعودة وتوطين اليهود فيها، وإنشاء الأرض هو بداية الخلاص.
بعد موته في عام 1935 ظلت تعاليمه متداولة، حتى عام 1974.
صعدت أفكار غوش إيمونيم بعد حرب الأيام الستة عام 1967. شجّعت على الاستيطان اليهودي في فلسطين على أساس نقطتين: إحداهما دينية والأخرى عملية.
كان المنطلق الديني -بحسب الرواية التوراتيّة- أنّ الله يريد أن عيش الشعب اليهودي في أرض فلسطين. أمّا المنطلق الآخر هو المنطلق العمليّ والسّعي نحو الاستيطان خوفًا من انحسار رقعة الاستيطان؛ فقبل عام 1967 كان يبلغ مساحة الأراضي التّي تحت السّيطرة الإسرائيليّة عرضًا 10 كيلومترات (6.2 ميل)، الّتي كان من الصّعب السّيطرة عليها على المدى الطويل، لكن يجب استعادة الأراضي الّتي خسرتها إسرائيل في أعقاب الحرب.
برزت في سنوات الخمسين حركات دينيّة متطرّفة أخرى، إحداها "غحلات"، وتعني "النواة الرائدة لتعليم التوراة". لاحقًا ستُشكّل هذه النواة الإطار الاجتماعي والنظري لحركة غوش إيمونيم. نشأت هذه الحركة في أعقاب الخلاف بعد قيام إسرائيل داخل المعسكر الديني، وانقسامه إلى معسكر "حريدي"؛ أي المتديّن الّذي رفض الدولة، والمعسكر الديني-الصهيوني، الّذي رأى في قيام إسرائيل بداية الطريق نحو تحقيق النبوءة والخلاص للشّعب اليهودي.

سيّما وأنّ الراف كوك صرّح أنّ "شعب إسرائيل" في ذروة مساره نحو الخلاص، وأنّ قيام دولة "إسرائيل" هو مفترق مفصلي في سيرورته نحو الخلاص اليهوديّ. أضاف أنّ هذه ظاهرة يتجلّى فيها تقديس اسم الربّ، والاستيطان في يهودا والسامرة -التسمية الصهيونيّة لمناطق الضفّة الغربيّة المحتلّة- هو من أهمّ محطات هذا الخلاص.

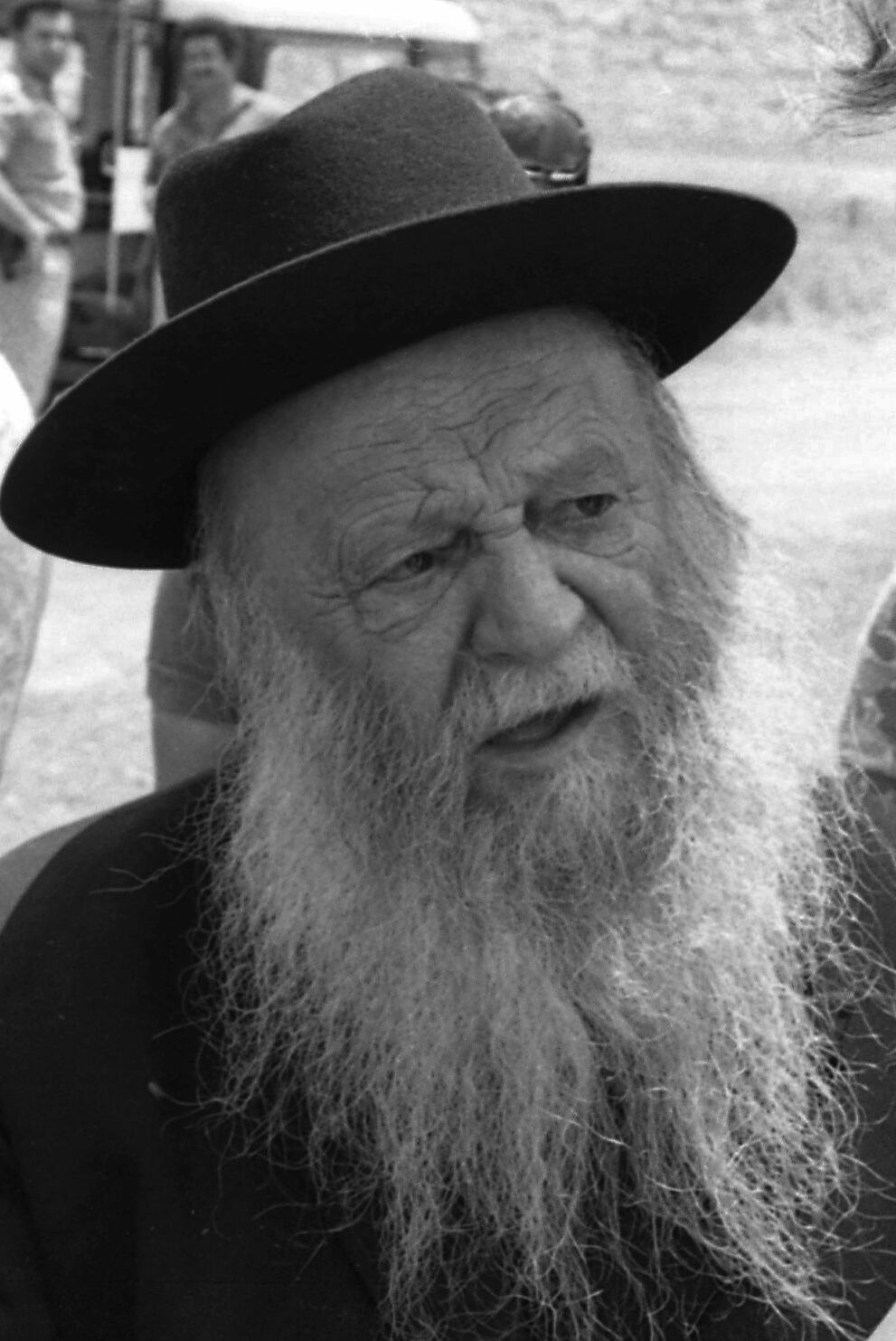
تسفي يهودا كوك من مؤسسي حركة غوش ايمونيم

## الانتماءات السياسية
تأثير غوش إيمونيم السّياسي كان حاضرًا على امتداد التّاريخ السّياسيّ في إسرائيل؛ فقد كانت لإسرائيل إستراتيجية سياسية تعارضت مع أهداف اتفاق أوسلو، الّذي يقضي بوقف تفضيل المشروع الاستيطاني، وتحسين أوضاع الفلسطينيين في إسرائيل، غير أنه تبين أنّ هذا يتعارض مع فكر وأيديولوجيا "غوش ايمونيم" التي كانت أقوى من أهداف أوسلو؛ فالفترات الّتي تلتها هي الفترة الّتي شغل بها ايهود باراك رئاسة الوزراء في الحكومة الاسرائيلية؛ ففي فترة ولايته لم تقف مشاريع الاستيطان. كذلك، حكومة إيهود اولمرت أعلنت عن مفاوضات حول "يهودا" و"السامرة" وهي اسم آخر لـفك الارتباط حول التسوية مع مسؤولين فلسطينيين كبار.
لم توقف مشروع الاستيطان، الذي يتعارض مع التسوية؛ فأيديولوجيا "غوش ايمونيم" تعتبر حرب "الأيام الستة" هي امتداد لـ "حرب الاستقلال" عام 1948. سواء من حيث الاستيلاء على الأرضي أم من حيث الضغط على الفلسطينيين؛ فحتّى من لم يُهجّروا يجب الضّغط والعمل على تهجيرهم في كافّة أماكن سكناهم. هذه الإستراتيجية تعتقد بأن حدود الاحتلال في حرب "الأيام الستة" يجب أن تزداد ويزداد توسّعها.

## المؤسسون
أسس الحركة عدّة شخصيّات من أبرزها: حنان بورات وهو من حزب المتدينين الوطنيين (المفدال، وموشي ليفنجر. كما حازت الحركة على تأييد سياسي شمل هذا التأييد شخصيات سياسية واعضاء كنيست، نذكر منها على سبيل المثال لا الحصر: اريئيل شارون وغئولا كوهين، وزبولون هامر وغيرهم من السياسيين المنتمين الى الاحزاب اليمينية والدينية في اسرائيل.
حصلت الحركة على تأييد شبه رسمي من حكومة الليكود بعد صعودها الى الحكم العام 1977. بدأت الحركة بالضمور بعد ان أُقيمت قائمة (هتحيا) السياسية وحركات أخرى، كذلك أيضًا عقب اقامة مجلس مستوطنات الضفة وقطاع غزة. وقد انتهى وجود الحركة في أواخر الثمانينيات.
تألف جوهر هذه الحركة الأيديولوجي والسياسي من تلاميذ آخرين مثل حنان بورات، موشيه ليفينجر، شلومو أفينير، مناحيم فرومان، إليعازر والدمان، يوئيل بن نون، ويعقوب أرييل. ظل كوك زعيمها حتى وفاته في عام 1982.
كان غوش إيمونيم مرتبطًا ارتباطًا وثيقًا بالحزب الديني القومي(NRP) وكان له تأثير كبير فيه. كما كان لها علاقة وثيقة مع الوكالة اليهودية.
بدأت باكورة نشاط هذه الحركة بين الأعوام 1980-1979، إذ قامت مجموعة من أعضاء غوش إيمونيم بالتطرف وشكلت الحركة اليهودية السرية. فقد نفذ هذا التنظيم عدة هجمات إرهابية وخطط لنسف قبة الصخرة. أدى الكشف عن التنظيم الإرهابي إلى ضربة قاسية لسمعة الحركة الاستيطانية.

## مستوطنات البرج والسور
سبقت جذور الفكر الاستيطاني النكبة؛ فقد تشكلّت بُنية المستوطنات على أسس العمارة الصّهيونيّة الّتي تعتمد على فكرة "السور والبرج". تهدف هذه البُنية إلى تشكيل بُنية حماية للمستوطنين وتمكينهم من الهجوم والبقاء في مكانٍ مطلّ يضمن للمستوطنين السّيطرة. ترى الحركات الداعمة للاستيطان في الضفة الغربية بالأخص “غوش إيمونيم”- الّتي جعلت من فكرة السور والبرج شعاراتٍ تعبويّةً للحراك الاستيطاني الّتي حرّكت من خلالها قاعدتها الشّعبيّة.
سعت هذه الحراكات الاستيطانيّة إلى بناء خطةٍ استراتيجيةٍ للتوسّع في منطقة الضّفة، بغية تشكيل شبكةً استراتيجيةً متكاملةً وواسعة، لفرض السيطرة والتحكّم بالمجتمعات الفلسطينية، وخلق علاقات القوة وتفاعل كلٍّ من الفلسطينيين والمستوطنين. بحيث تمّ تشييد الجدار في مناطق أعلى ارتفاعًا من محيطها، بحيث يحافظ المستوطن على مركزه في المشهد كمراقِبٍ، فيما يبقى الفلسطيني في المستويات الأدنى من الجغرافيا، وبذلك يظل هو المراقَب والمُسيطر عليه.

## الايديولوجيا ومراحل تطبيقها
نشأت تيّارات دييّة متطرّفة بالتّوازي مع غوش إيمونيم. يمكننا تقسيم تاريخ هذه الحركات الدّينيّة المتطرّفة في إسرائيل ومراحل تقدّمها على ثلاث مراحل:

### المرحلة الأولى:
منذ الاحتلال عام 1956-1948 اشتد الخلاف بين العلمانيين والمتدينين. إذ رأوا في التيار العلماني أزمة جدّيّة على الجمهور المتدين سيما الشبان. ممّا جعل المتدينين ينغلقون على أنفسهم ويبنون أطرهم الخاصة والمستقلة في شتّى المجالات. فأصبح لديهم "غيتوهات دينيّة" خاصّة.
بدى مستقبل غزّة والضّفة واضحًا بعد شهرين من حرب 1967، وفقًا لتصريحات زير الأمن -آنها- موشيه ديان العلنية، إذ صرّح قائلًا: ستتمسك “إسرائيل” بها حتى تُعقد اتفاقية سلام". كذلك، قدّم نائب رئيس الحكومة يجأل ألون خطة لحلّ الصراع، الّذي اعتمد على أنّ الحدّ الشّرقي لـ “إسرائيل” سيكون نهر الأردن، وسيكون هناك حكم ذاتي للفلسطينيين.
بدأت مشاريع الاستيطان الّتي خخطت لها بالخروج إلى حيّز التّنفيذ؛ ففي أواخر شهر أيلول أقيمت المستوطنة الأولى، مع استيطان كفار عتصيون من جديد، بعد النكبة، ثم في آخر السنة اتُّخذ قرار 242 على يد مجلس الأمن التابع للأمم المتحدة وهو: “المطالبة بعقد السلام مع حدود معروفة وآمنة، والمطالبة بانسحاب “إسرائيل” من كلّ الأراضي المحتلّة عام 1967 في الحرب”. على صعيد آخر، أقيمت حينها حركة يُطلق عليها اسم “الحركة من أجل “إسرائيل” الكاملة” الّتي تهدف إلى استيطان في كل فلسطين التاريخية.
أسّست كتيبة ناحال مجموعة مستوطنات ناحال؛ فهي تعتمد على الاستيطان المشترك بين المستوطنين والجيش للقواعد العسكرية وتحويلها لمستوطنات؛ وهذا في أعقاب ما حدث في عام 1968. إذ أقام مجموعة من المستوطنين في فندق ليلة عيد الفصح اليهودي في الخليل. ولم يرض الجيش والسياسيون عن هذه الخطوة غير أنّ الأطراف توصّلت إلى اتفاق بعد شهر من الحادثة يفضي بأن ينتقل المستوطنون إلى العيش في القاعدة العسكرية للجيش في الخليل.
خلال ذلك الوقت، أقيمت مستوطنة ناحال كاليا في الأغوار كجزء من الرؤية الأمنية لخطة يغال ألون، وفيها أعلن رئيس الحكومة ليفي أشكول أنّ “نهر الأردن هو الحدّ الأمني لدولة “إسرائيل”. كما أنه في السنين التالية، أقيمت مستوطنات ناحال عديدة على أراضي الضفة وغزة وقد استوطنت لاحقًا.

### المرحلة الثانية:
تبدأ هذه المرحلة بحسب المؤرّخين من عملية "قادش" حتى سنة 1974. تميّزت هذه الفترة ببروز أزمة داخل المعسكر العلماني، ممّا انعكس بشكل إيجابيّ على الصعيد الصهيوني – الديني.
أقيمت مستوطنة كريات أربع قرب الخليل في عام 1972. ومن ثمّ استوطن أعضاء الحركة وداعموهما في سبسطية. الأمر الّذي يخالف موقف الحكومة الاسرائيلية آنها. إذ أخلى الجنود المستوطنين من المستوطنة بعد أربعة أيام. ومع حلول عام 1975 استوطن أعضاء حركة “إلون موريه” في منطقة جبال نابلس بخلاف رغبة الحكومة في تلك الفترة؛ ممّا أدى إلى اخلائهم لاحقًا.
جاء بعد هذا الحدث بأسبوع الشاعر حاييم غوري ومعه مقترح لاتفاق من جهة الحكومة الاسرائيلية، وفيه أنْ تُخلى المنطقة من المستوطنين إلى قاعدة عسكرية قريبة في مستوطنة كِدوم. وافق المستوطنون على المقترح. أمّا في عام 1977 وصل حزب الليكود إلى السلطة وشكّل مناحيم بيغين الحكومة الجديدة التي قررت الاعتراف بالمستوطنات خلف الخط الأخضر.
في ذات السنة وضع أريئيل شارون الخطوط العريضة لخطة استيطان خلف الخط الأخضر. في أعقابها أقيمت 15 مستوطنة جديدة من ضمنها مستوطنة نيتسر حزاني، وهي المستوطنة الأولى في قطاع غزة. وصل بعدها عدد المستوطنات في أراضي الضفة وغزة إلى 38 مستوطنة في عام 1977، وقد أدانت الولايات المتحدة الأمريكية حركة الاستيطان. بعد لقاء أنور السادات عرض مناحيم بيغين خطة للحكم الذاتي لفلسطينيي الضفة الغربية. الأمر الّذي دفع الحركات الداعمة للاستيطان مثل: “غوش إيمونيم” و”الحركة من أجل إسرائيل الكاملة” إلى تظاهرات احتجاجية.
وقّعت في عام 1978 إسرائيل على اتفاقية كامب ديفيد مع مصر، وفيها تلتزم “إسرائيل” بإخلاء سيناء مقابل السلام التام، إذ استمرت في مناقشة المصريين حول الحكم الذاتي الفلسطيني في الضفة وغزة. بالرغم من توسّع الاستيطان في تلك الأراضي. أمّا في عام 1979 ألغت الحكومة الإسرائيلية قرار منع اليهود من حيازة الأراضي في الضفة. هناك من يشير إلى أنّ هذه المرحلة بدأت من عملية "قادش" حتى سنة 1974، أي بعد حرب أكتوبر 1973. ما ميّز هذه الفترة على الصّعيد السياسي ببروز أزمة داخل المعسكر العلماني في إسرائيل، ممّا انعكس بشكل إيجابيّ على الصعيد الصهيوني – الديني وزاد في عملية الاستيطان.
بعد وصول حزب الليكود إلى الحكم عام 1977 قدَّمت غوش إيمونيم مشروعًا للحكومة لإنشاء 12 مستوطنة في الضفة الغربية، كانت قد رُفِضت سابقًا من قبل الحكومة الّتي ترأسها حزب العمال في فترة الحكم الّتي سبقت الليكود. وافقت حكومة الليكود على المشروع، وبنيت المستوطنات خلال عام ونصف، ثم قدَّمت غوش إيمونيم مشروعًا آخر عام 1978وهو بمثابة خطة شاملة للاستيطان من خلال إقامة شبكة من المستوطنات الحضرية والريفية للتأكيد على السيادة الإسرائيلية على منطقة الضّفة، ورغم أن الحكومة لم توافق على الخطة رسميًا وإنّما تمّ العمل على هذا المشروع تدريجيًا.

### الفترة الثالثة:
تبدأ هذه الفترة إبان قيام "غوش إيمونيم" حتى أواسط الثمانينات. ما ميّز هذه الفترة ظهور أساليب عمل جديدة، سيّما اتجاه الأوساط العلمانية الّتي لم تكن قبل. فقد انتقل نشاط الحركات الصهيونية المتدينة من المسائل الدينية الخاصة إلى موضوعات موسّعة بالأخصّ ما يخصّ أمن الدولة والشعب اليهودي برمّته. ضمن هذه الأساليب هي: التظاهرات الشعبية ضد اتفاق فصل القوات في الجولان، بالإضافة إلى النشاط الاستيطاني لغوش إيمونيم. ففي تلك الفترة، بدأت تتسلل الصهيونية المتدينة إلى داخل الجيش الإسرائيلي بواسطة كبار الضّبّاط فيه.
مع حلول عام 1980، قُتل ستة مستوطنين وأصيب 16 في هجوم لفلسطينيين على مستوطنة بيت هداسا في الخليل، حينها قام التنظيم اليهودي السري همحتيرت بعملية انتقامية أصيب فيها رئيس بلدية رام الله ورئيس بلدية نابلس بإصابات بالغة من عبوات ناسفة زرعت في سياراتهم، عدا عن النقباء الّذين أصيبوا. أمّا في عام 1981، استوطنت عائلتان يهوديتان البلدة القديمة في الخليل مما زاد في عدد المستوطنات اليهودية وعددها 16، بينما في عام 1982 قرر “الجيش الإسرائيلي” إغلاق جامعة بيرزيت، وقامت باحتجاجات ومقاومة في الضفة الغربية وغزة. بعد ذلك في عام 1983، تنحّى وزير الأمن أريئيل شارون عن منصبه بعد توصية لجنة كوهن التي حققت في مذبحة صبرا وشاتيلا، ومن جهة أخرى عُيّن كوزير للإعمار والإسكان وباشر في زيادة البناء داخل المستوطنات.
وفي صيف سنة 1982 قُتل “آشر أهرون غروس” أحد طلاب “اليشيفاه” بالخليل. هاجم أعضاء التنظيم اليهودي السري الجامعة الإسلامية في الخليل ردًا على مقتل "آشر" فقتلوا ثلاثة فلسطينيين وأصابوا العشرات. تبع ذلك في عام 1984، إحباط عملية تفجير في المسجد الأقصى خطط لها التنظيم اليهودي السري، وانكشف التنظيم الخارج من المستوطنات بعد أن أحبط الشاباك عملية تفجير حافلات فلسطينية، وأوقف 27 شخصًا من بينهم من اتهموا بعمليات تفجيرية. ثم في عام 1987، قُتلت عوفرا موزس وأصيب أبناء عائلتها بحروق شديدة إثر زجاجة حارقة ألقيت على سيارة العائلة في شارع قلقيلية – ألفي منشي. وفي شهر أيار بعد القتل حدثت مناوشات عنيفة بين المستوطنين والفلسطينيين، وفي نفس الفترة قتل الطفل رامي حفاه من مستوطنة ألون موريه.
عقب الانتفاضة الأولى لم تقم مستوطنات جديدة خلال السنة، وصل عدد المستوطنات في الضفة وغزة بعد عشرين سنة من احتلالها إلى 130 مستوطنة. قبل دول العقد الجديد، وفي منتصف صيف عام 1988. أعلن الملك حسين أنّ الأردن ستتخلى عن الضفة الغربية حتى يقيم الفلسطينيون دولة مستقلة، وفي ليلة انتخابات الكنيست قُتلت راحيل فايس وأبناؤها الثلاثة وجندي آخر جاء لمساعدتهم عندما ألقي مولوتوف على حافلة إسرائيلية في أريحا.
أما في عام 1991، أعلن الرئيس الأمريكي جورج بوش الأب أن أموال الضمانات ستضخ لـ “إسرائيل” فقط في حال توقفت عمليات الاستيطان. أقيم مؤتمر مدريد في نهاية السّنة، الّذي انعقد بين إسرائيل، سوريا، الأردن والفلسطينيين، ولم يخرج بنتائج تذكر. كما ضاعفت إسرائيل بناء المستوطنات بحجّة استقدام مهاجرين من شتّى بقاع الأرض لتوطينهم. في منتصف تموز من عام 1992 أقام يتسحاق رابين حكومة مركز-يسار-شاس بعد سنوات من حكم اليمين الاسرائيلي.
وافقت الحكومة الاسرائيلية في عام 1993على اتفاقية غزة-أريحا في آب بعد مداولات سرية في أوسلو، خرج في أعقابها مناصرو اليمين الإسرائيلي في مظاهرات مناهضة للاتفاقية. انعقد اتفاق أوسلو في البيت الأبيض بعد أسبوعين، أصيب الراف دروكمان وسائق سيارته في الخليل في مطلع تشرين ثاني؛ على إثرها خرج المستوطنون لأعمال عنف وشغب. قتل الطبيب باروخ غولدشتاين من كريات أربع 29 مصليًا فلسطينيًا في الحرم الإبراهيمي في الخليل عام 1994. وبهذا ازداد عدد الشهداء الفلسطينيين إلى أن وصل زهاء الـخمسين شهيدًا في المظاهرات التي تلت المذبحة. بعدها أعلنت الحكومة الإسرائيلية عن لجنة تحقيق في المذبحة.
في عام 1995 هدد مجلس يشع -مجلس المستوطنات اليهودية في الضفة الغربية وغزة- بعصيان مدني اعتراضًا على نية الحكومة في تسليم بعض المناطق في الضفة الغربية للسلطة الفلسطينية. حينها أفتى 15 حاخامًا يمينيًا بحرمة إخلاء القواعد العسكرية في الضفة وغزة، إلّا أن الجنود خضعوا للضّباط وأخلوا في آب المستوطنين من جفعات هداغان الواقعة جنوب بيت لحم. بعد أيام من أعمال الشّغب قامت حركة زو أرتيسنو-هذه أرضنا- بعرقلة حركة السير في عدد من الشوارع المفصليّة في فلسطين التاريخيّة اعتراضًا على سياسة “حكومة أوسلو”.
وفي أواخر أيلول عقدت اتفاقية أوسلو الثانية وفيها تتعهد إسرائيل باخلاء مراكز المدن الفلسطينية، لم تفلح المظاهرات بوقف إخلاء الجيش الإسرائيلي للقواعد العسكرية، غير أنّها هيّأت المناخ لقتل رئيس الحكومة آنها يتسحاق رابين في الرابع من تشرين الثاني. استمر الجيش الإسرائيلي في أواخر هذه السّنة بإخلاء بيت لحم والمدن الكبرى في الضفة، ممّا شكّل لدى والمستوطنين واليمين صدمة.
وافقت حكومة بنيامين نتنياهو في عام 1997 على اتفاقية الخليل. اشتملت الاتفاقية على انسحاب الجيش الإسرائيلي من بعد المناطق في مدينة الخليل، وبعد أشهر من الاتفاق أوقفت المستوطنة تيتانيا سوسكين في الخليل بعد أن علقت منشورات مسيئة للنبي محمد. بعد ثلاثين سنة من احتلال الضفة الغربية وصل عدد المستوطنات الرسمية إلى 143 مستوطنة وفيها يسكن أكثر من 156 ألف مستوطن. قُتل دوف دريبان في عام 1998 من مستوطنة معون في مناوشة مع رعاة أغنام فلسطينيين، وبعد موته صار رمزًا لمجموعات “ِنوعر هغفعوت” أو “هغفعونيم” أي “شباب التلال”. وهم مجموعة مستوطنين يهود اختاروا أن يستوطنوا المناطق المفتوحة أو التلال في الضفة. بدأت في هذه السّنة تظهر مستوطنات مخالفة للقانون الإسرائيلي على تلال الضفة حتى أصبح موضوعًا جدليًّا بين الحكومة والمستوطنين.
في عام 1999 فاز إيهود باراك على بنيامين نتنياهو في الانتخابات وصار رئيسًا للحكومة الإسرائيليّة، وتوصل إلى اتفاق مع مجلس يشع مفاده أنّ الحكومة ستقوم بإخلاء 15 من بين 42 مستوطنة مخالفة. اسفر إخلاء مستوطنة "معون" عن نزاع عنيف بين زهاء ألف جندي والمستوطنين -فقد مثّلت هذه المستوطنة رمزًا للنّزاع بين المستوطنين والحكومة الاسرائيلية- مما أدّى إلى اشتباك أمام كاميرات التلفزة.
لم يقتصر نشاط هذه الحركة بعد سنوات التسعين أو حتّى الألفين فقد كانت بمثابة نهج استيطانيّ. أخذ نشاطها الحركي بالاتساع ليشمل جوانب تعليمية وتربوية وسياسية، منها: استيعاب مهاجرين يهود لتوطينهم في فلسطين. وهدم الأقصى لإقامة الهيكل على أنقاضه، كما أنّها دعت إلى طرد العرب من فلسطين بالقوة سواء أكانوا في الضّفة أو غزة أو حتّى في الأراضي المحتلة.ىحظيت غوش إيمونيم منذ تأسيسها بدعم من الحكومة الاسرائيلية. وبدعم واسع من مختلف التيارات الحزبية؛ مما أكسبها قوة شعبية، خاصة لدى المستوطنين. وتعزو الحركة أي تقصير في مجال الاستيطان هو ضعف في الإيمان.

## قاعدة غوش ايمونيم الجماهيرية
حظيت أيديولوجية "غوش ايمونيم" بقوّة وجمهورها؛ فقد تبنّى العديد من السياسيين هذا الفكر للوصول إلى كناصب سياسيّة شخصيّة؛ فقد رأى زبولون هامر، الذي استغل هذه الأيديولوجية للوصول إلى رئاسة "المفدال"، وأريك شارون الذي استغلها أيضًا كوسيلة للوصول لرئاسة حزب "اليكود" وغيرهما الكثير. حظيت الحركة بشعبيّة لدى الشبيبة المتدينين؛ فغالبيّة أعضاءالحركة من شبيبة المدارس الدينية التابعة لحزب "المفدال".
سبب أنّ توجه غوش إيمونيم للشبيبة من الحزب اليميني المتطرف. فهي تعمل على تأهيلهم الفكري، ومن ثم تقوم بارسالهم إلى الجيش بعقود خاصة؛ حيث يتم تدريبهم لمدة ستة أشهر.
تضم الحركة عددًا من أشهر حاخامات إسرائيل. تدمج الحركة غوش إيمونيم بين العمل الديني والسياسيّ.
تنادي الجماعة بما تسميه "الأفكار الكاملة" التي لا تحتمل المساومة؛ الأمر الذي يجعلها ترفض فكرة الحزب أو الانتخابات، أو أي إطار يهذب التطرف، والسمة التنظيمية الوحيدة فيها؛ هو تعيين جملة من المسؤولين الذين يحرضون وينظمون ويقودون ويطلقون الشعارات، أي أن هدف تنظيمها هي استثارة الغوغاء التي لا تعترف بالتنظيم أو بالقانون.
على الرغم من كل العلاقات التي تربط "غوش إيمونيم" بالمؤسسات الحاكمة، فإن السرية المطلقة هي صفة الحركة، وبسبب هذه السرية تتصف نشاطاتها بالمفاجأة والسرعة والفاعلية، أما النشاط فيأخذ مراتب وفقاً لأهمية الهدف، فبعض المهمات يقوم بها أنصار الحركة مثل: المظاهرات، أو الهجوم على الفلسطينيين، أما المهمات الأساسية، فهي مثل: عمليات الاستيطان السريع، ويشارك فيها كل أعضاء الحركة، وتعمد الحركة أيضاً إلى تكتيك التجمعات الواسعة، وإلى ترويع الخصم.
لاقت هذه الأيديولوجيا رواجًا في الولايات المتحدة. ففي عهد الرئيس بوش الأب، إذ كان بإمكانه أن يمنع منح ضمانات لإسرائيل بسبب المستوطنات التي سمحت بها حكومة شامير، الّذي أشار أنّه كلّ الطّرق مشروعة في سبيل تحقيق ايديولوجيا غوش ايمونيم حتّى لو اضطر إلى الكذب؛ فمن يتبنى مسيرة بوش الأب فسيحكم على مستقبله السياسي بالفشل وتصفية ترشيحه؛ فقوة اللوبي اليهودي جنبًا إلى جنب مع الاسلاموفوبيا. ساعدت في دعم أيديولوجيا "غوش ايمونيم".

## الفكر الاستيطاني ما بعد الألفين
اقتحم أريئيل شارون في مطلع الألفين المسجد الأقصى مما أشعل فتيل انتفاضة الأقصى. وبعد ثمانية أيام من بداية الأحداث سيطر الفلسطينيون على منطقة قبر يوسف في نابلس بعد مواجهات عنيفة، أطلقت رصاصات على مستوطنين تجولوا في جبل عيبال في منطقة نابلس. أمّا آخر عام 2000، قُتل رئيس حركة “كهانا حاي” بنيامين زئيف كهانا وزوجته تاليا بإطلاق نار.
وصل أريئيل شارون لرئاسة الحكومة الاسرائيلية عام 2001 وأقام حكومة انضم إليها حزب العمل. في ذات العام قُتل ضابط أمن المجلس الإقليمي لمنطقة الضفة جلعاد زار، وهو ابن لعائلة مستوطنين من تجار الأراضي. كذلك، قتلت مستوطِنتان في طريقهما إلى جنازته في نفس اليوم، مما حوّل حياة المستوطنين إلى صراع يومي للبقاء في شوارع الضفة.
قام الجيش الإسرائيلي بعملية الدرع الواقي في عام 2002 بعد موجة من العمليات في شهر آذار؛ فعمليات التفجير لم تتوقف. وفي شهر تموز من ذات السّنة حدثت عملية التفجير تُعدّ الأخطر ضد المستوطنين في الضفة؛ إذ أسفرت عن عشرة قتلى على مفرق عمنوئيل. شهد عام 2002 اعتداءات على الفلسطينيين من المستوطنين. فلولا ارتفاع الاستيطان في ثلاث مستوطنات لليهود الحريديم -المتشددين دينيًّا-، لكانت هذه أول مرة نسبة هجرة سلبية إلى مستوطنات الضفة منذ بداية الاستيطان.
أحكم اليمين الاسرائيلي سيطرته على المنظومة السياسية بعد انتخابات 2003، في هذه السنة لم يكن واضحًا حدود الجدار الفاصل حول مستوطنة أريئيل. كذلك عودة المستوطنين بعد إخلائهم من المستوطنات غير القانونية وفقًا للقانون الاسرائيلي. خلال ما يقارب عقد من انتخاب نتنياهو، منذ 2017 -2009 بُني ما يقارب 20 ألف وحدة سكنية في المستوطنات، مما اتاح المجال لتوطين ما يقارب 14 ألف عائلة جديدة، 70% منهم مستوطنات منعزلة الّتي تتيح لإسرائيل إخلائها في حال التّسوية، و35% شرقيّ جدار الفصل. وبحسب دائرة الاحصاء المركزية الاسرائيلية، ما يقارب 132 ألف مستوطن وُطِنوا في المستوطنات بين 2008- 2017.